# Бобок, Лоредана
Лоредана Бобок (рум. Loredana Boboc; 12 мая 1984, Бухарест, Румыния) — румынская гимнастка. Представляла Румынию в Спортивной гимнастике на летних Олимпийских играх 2000 и выиграла золотую медаль со своей командой. Почётный гражданин Бухареста (2000).
Также спортсменка завоевала две золотые медали на Чемпионате мира по спортивной гимнастике 1999 и Чемпионате мира по спортивной гимнастике 2001.